# Châteauredon
Châteauredon település Franciaországban, Alpes-de-Haute-Provence megyében. Lakosainak száma 74 fő (2022. január 1.). Châteauredon Beynes, Le Chaffaut-Saint-Jurson, Digne-les-Bains, Entrages és Mézel községekkel határos.

## Népesség
A település népességének változása:
| Lakosok száma | 40   | 56   | 67   | 97   | 75   | 71   | 73   | 74   | 73   | 74   |
|               | 1968 | 1982 | 1990 | 2006 | 2013 | 2015 | 2017 | 2019 | 2020 | 2022 |